# Christian Lubich
Christian Lubich, né le 29 juillet 1959, est un mathématicien autrichien qui travaille en analyse numérique.

## Carrière
Lubich étudie les mathématiques à l'université d'Innsbruck à partir de 1977, et obtient une maîtrise (« Magister ») en 1981. En 1979, il devient assistant à Innsbruck, et de 1981 à 1983 il est chercheur, dans le cadre du programme de recherche « Stochastische Mathematische Modelle » à l'université de Heidelberg. En 1983 il soutient une thèse de doctorat, sous la direction de Ernst Hairer à Innsbruck (« Zur Stabilität linearer Mehrschrittverfahren für Volterra-Gleichungen ») et en 1987 il soutient une habilitation, toujours à Innsbruck. Depuis 1983, Lubich est assisstant à l'université d'Innsbruck, en 1986-1987 assistant à l'université de Genève, en 1987-1988 professeur invité à l'Institut de recherche mathématique de l'université de Rennes (IRMA) et en 1988 professeur invité à Genève. En 1991, il devient professeur assistant à l'École polytechnique fédérale de Zurich et en 1992 professeur de mathématiques appliquées à l'université de Wurtzbourg. Depuis 1994, Lubich est professeur de mathématiques numériques à l'Université Eberhard Karl de Tübingen.
En 2001, Lubich obtient le prix Germund Dahlquist de la SIAM, et en 1985 il obtient le prix de la recherche de la ville d'Innsbruck. Il est sélectionné comme conférencier plénier du congrès international des mathématiciens (ICM) à Rio de Janeiro en 2018.

## Travaux (sélection)
- Ernst Hairer, Christian Lubich et Michel Roche, The numerical solution of differential-algebraic systems by Runge-Kutta methods, Springer-Verlag, coll. « Lecture Notes in Mathematics » (no 1409), 1989, viii+139 (ISBN 978-3-540-51860-0, MR 1027594).
- Christian Lubich, From Quantum to Classical Molecular Dynamics : Reduced Models and Numerical Analysis, European Mathematical Society, coll. « Zurich lectures in advanced mathematics », 2008, x+144 (ISBN 978-3-03719-067-8 et 3-03719-067-1, MR 2474331, lire en ligne).

- Ernst Hairer, Christian Lubich et Gerhard Wanner, Geometric numerical integration. Structure-preserving algorithms for ordinary differential equations, Springer-Verlag, coll. « Springer Series in Computational Mathematics » (no 31), 2006, 2e éd., xviii+644 (ISBN 978-3-540-30663-4, MR 2221614).

- Ernst Hairer et Christian Lubich, « Numerical solution of ordinary differential equations », dans Nicholas J. Higham, Mark R. Dennis, Paul Glendinning, Paul A. Martin, Fadil Santosa et Jared Tanner, The Princeton Companion to Applied Mathematics, Princeton, NJ, Princeton University Press, 2015, xvii+994 (ISBN 978-0-691-15039-0, MR 3380576), p. 293-305.